# 安塔纳斯·斯梅托纳
安塔纳斯·斯梅托纳（立陶宛語： 讀音ⓘ，1874年8月10日—1944年1月9日）是立陶宛在第一次世界大战和第二次世界大战之间最重要的政治人物之一。从1919年4月4日至1920年6月19日他出任立陶宛第一任总统。在苏联入侵立陶宛之前他还从1926年12月19日至1940年6月15日出任立陶宛末任总统。他是立陶宛民族主義最著名的理论家之一。

## 早年生活
斯梅托纳出生于立陶宛一个农村地区。他1893年初中毕业后进入考那斯的一座神学院，打算成为天主教牧师。但是此后发生的各种事情使得他改变了他的计划。他进入拉脫維亞的叶尔加瓦高中。在这里他和文采斯·库迪尔卡等人同属一秘密民族主义、反沙皇的学生组织。1896年秋他组织学生反抗参加必须的俄罗斯正教会神事，因此被驱逐出高中，但后来被允许在圣彼得堡第九高中学习。
1897年斯梅托纳中学毕业后进入圣彼得堡大学法学系学习。他加入校内的秘密立陶宛学生组织并成为其主席。他参与发行和散发立陶宛书籍，曾两次几乎被大学开除并被捕和短期被关押。1902年他大学毕业后在维尔纽斯的农业银行工作。两年后他结婚。

## 早期活动
从他到达维尔纽斯开始他就参加不同立陶宛民族主义组织的活动，加入立陶宛民主党，并代表该党参加大维尔纽斯集会，后来被选入该集会的主席团。从1904年至1907年他是一份立陶宛报纸的编辑之一，从1905年至1906年编辑每周的《立陶宛农民》。1907年他与人合作出版和发行《希望》。他支持民族团结。他也是出版立陶宛书籍的黎明公司的创始人之一。他还参加了许多其它立陶宛教育团体。1914年他开始出版双周刊《掌舵》。

## 政治

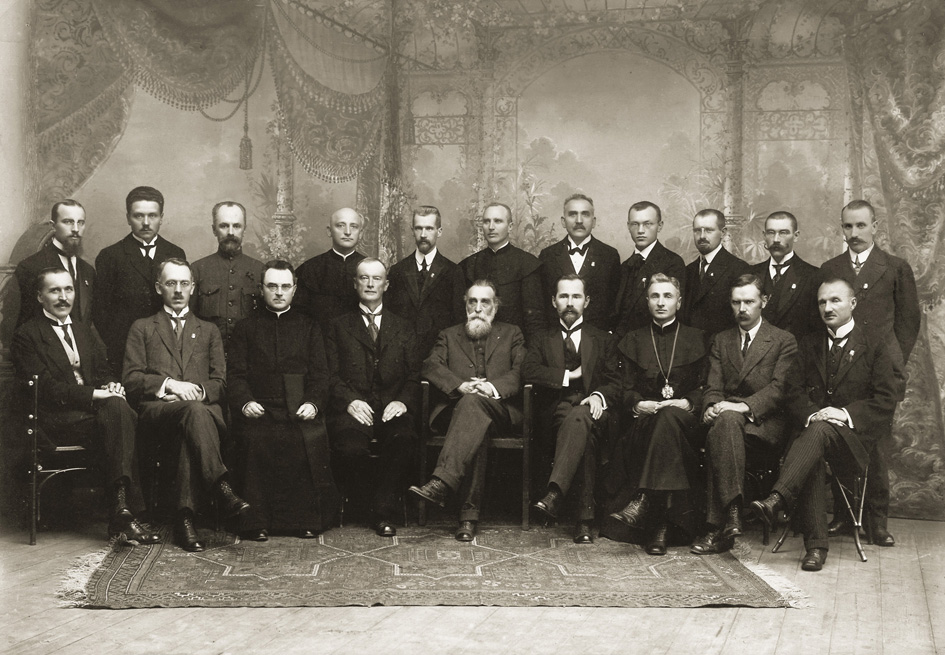
立陶宛国家议会中的安塔纳斯·斯梅托纳（前排右四）

在第一次世界大战中他首先是帮助战争受难者的立陶宛援救协会中央委员会的第一副主席，后来成为其主席。1916年他和其他生活在维尔纽斯的立陶宛人向德国东部战线最高指挥官提交了一份备忘录，要求立陶宛拥有独立的权利。从1917年9月6日开始他开始发行《立陶宛回声》报并是该报主编。在该报的第一期中他写道立陶宛民族最重要的目标在于重新建立一个独立的立陶宛国家。
他参加1917年9月18日至22日在维尔纽斯举行的立陶宛会议并被选举为立陶宛国家议会的主席（1917年至1919年）。1918年2月16日斯梅托纳签署了立陶宛獨立法案。
从1918年12月至1919年3月他主要生活在德国和斯堪的纳维亚国家里，寻求对立陶宛独立的支持。1919年4月4日立陶宛国家议会把他选为立陶宛共和国的首任总统。1920年4月19日立陶宛立法会议把亞歷山德拉斯·斯圖爾金斯基斯选为总统，而没有重选斯梅托纳。从1921年至1924年他编辑了数本杂志。

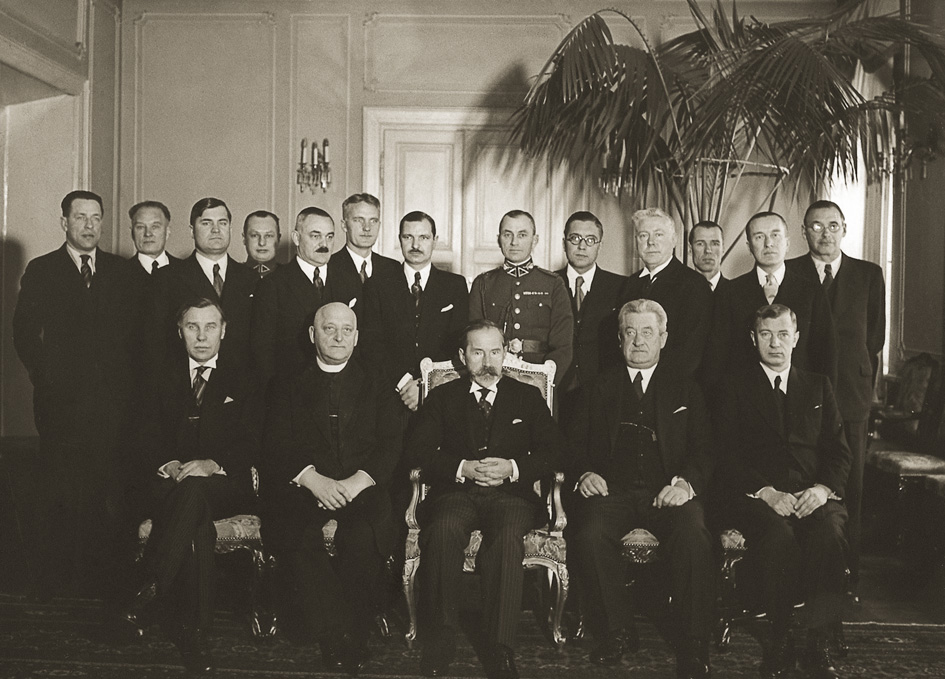
斯梅托纳（中）和部长

1923年1月在从德国分离的克莱佩达地区发生克莱佩达暴乱后2月20日斯梅托纳被任命为驻当地的高级专员，但是由于他与总理意见相左因此辞职。
1923年11月官方因奥古斯丁纳斯·沃尔德马拉斯在他出版的杂志上发表的一篇文章而拘禁了斯梅托纳数日。从1923年至1927年他在立陶宛大学任助理教授，一开始教授艺术史和艺术理论，后来教授哲学。他教授道德、古代哲学和立陶宛语言学。1932年他被授予维特德斯大公大学荣誉博士。
斯梅托纳参加了策划克莱佩达暴乱的立陶宛步枪联盟的活动，这扩大了他的声望。他多次被选入该联盟的中央理事会。在1924年和1940年之间他还是国际银行理事会的副主席以及其它公司和社团的成员。

### 独裁总统

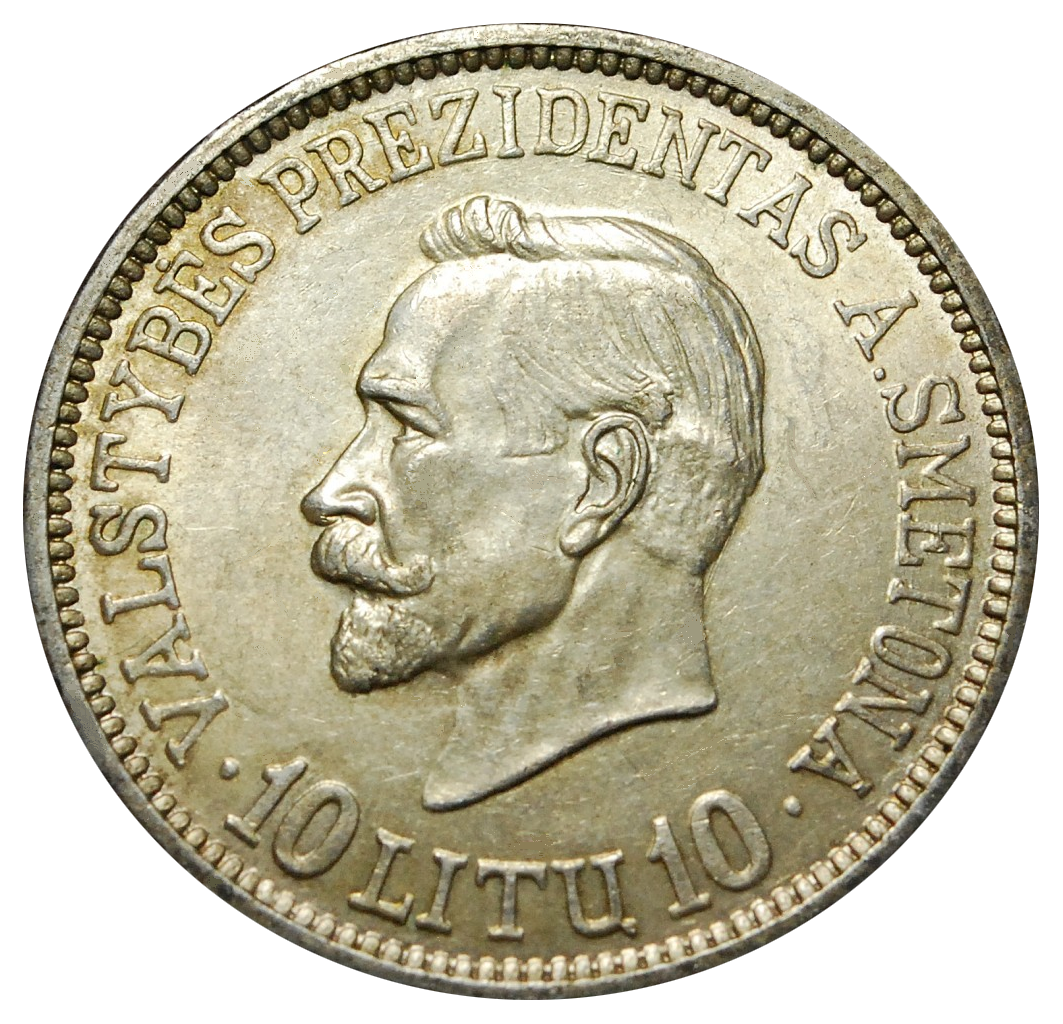
两战之间立陶宛10立特硬币上的斯梅托纳头像

斯梅托纳是1926年推翻总统卡齊斯·格里紐斯的立陶宛政变领导人之一。当年12月19日斯梅托纳再任总统。他任命奥古斯丁纳斯·沃尔德马拉斯为总理。一年后他解散议会。1928年5月15日他在政府支持下宣布了立陶宛新宪法，在这部宪法中总统获得更多全权权利。1929年他将沃尔德马拉斯解职，成为立陶宛的独裁元首。1931年和1938年他两度被重新选为总统，任此职至1940年6月15日。

## 出逃
根据苏联和纳粹德国签署的苏德互不侵犯条约1940年苏联军队占领立陶宛。1940年6月苏联向立陶宛提出最后通牒，斯梅托纳建议进行武装抵抗。大多数政府成员和军队指挥官反对这个建议。斯梅托纳把总统职权让给总理安塔纳斯·梅尔基斯。6月15日他举家逃往德国，然后进入瑞士。此日梅尔基斯在电台里宣布他取缔斯梅托纳为总统。1940年6月17日梅尔基斯被苏联逮捕。
1941年斯梅托纳移民美国，首先到匹兹堡和芝加哥，1942年5月与儿子的家庭一起迁到克里夫蘭。在外逃期间他开始写立陶宛历史和自己的回忆录。1944年1月9日他儿子的家发生火灾斯梅托纳丧生，并被葬在克里夫兰。他的妻子于1968年12月28日逝世于克里夫兰。他还有一个女儿。1975年他的尸体被从克里夫兰移到沙登。